# Pariadres
Pariadres (en llatí Paryadres, en grec antic Παρυάδρης) eren unes muntanyes del Pont, connectades amb les muntanyes del Taure i del Caucas, segons Estrabó i Plini el Vell.
Tenien a la part oest la serralada anomenada Montes Moschici, i continuaven pel Pont formant la frontera entre Capadòcia i Armènia. Al sud hi havia la branca les muntanyes Scoedises. Claudi Ptolemeu va descriure aquestes muntanyes, i deia que eren el lloc on naixien l'Eufrates i l'Araxes, cosa que és una confusió, ja que d'aquestes muntanyes només hi neixen rius petits.
Segons Estrabó, les muntanyes estaven totalment cobertes de boscos d'on s'extreia fusta, i habitades per lladres, ja que són extraordinàriament accidentades i gairebé inaccessibles. Mitridates VI Eupator s'hi va refugiar quan fugia de Pompeu, i hi va construir diverses fortaleses per amagar els seus tresors.
Aquestes muntanyes divideixen el Pont en dues zones climàtiques diferenciades, i mentre el costat nord és extremadament fred, la banda sud és agradablement càlida. Actualment es coneixen amb el nom de Muntanyes Pòntiques.